# Guillaume de Beeckman
Pour les articles homonymes, voir Beeckman.
Guillaume de Beeckman, né au XVIe siècle et mort le 29 janvier 1631, avocat, fut six fois bourgmestre de Liège et jouit d'une grande popularité auprès des Liégeois.  

## Origine familiale
Il est le fils de Jean de Beeckman originaire du Brabant et seigneur de Vieux-Sart, Montreville et Oignies à la suite d'un don de 1563 provenant d'un grand oncle, le père dominicain Sylvius. Il exerce le métier d'avocat et épouse Marguerite de Bau. L'aîné de ses fils, Ferdinand, sera bourgmestre de Liége en 1654.

## Biographie
De 1600 à 1631, Guillaume de Beeckman est l'une des personnalités les plus aimées des Liégeois et les plus influentes du parti des Grignoux, parti du peuple opposé aux princes-évêques Ernest de Bavière jusqu'en 1612 puis Ferdinand de Bavière et, de ce fait, considéré comme dévoué aux intérêts de la France.  Une fois en place, Ferdinand de Bavière veut réformer la manière de désigner les bourgmestres. Il se heurte à Beeckman et les élections continuent à se dérouler en suivant les anciennes règles du moins jusqu'en 1629. 
Il est nommé bourgmestre de Liège en 1608, 1613, 1616 1618, 1623 et 1630 pour des mandats d'un an en collaboration avec un autre mandataire comme il en a été de coutume en Principauté de Liège pendant des siècles. N'ayant pas été désigné comme bourgmestre en 1629, le peuple manifeste violemment son courroux et Beeckman accepte d’être administrateur de la cité pendant un an avant d'occuper la fonction de bourgmestre l'année suivante.

## Décès
On a beaucoup polémiqué sur le décès de Guillaume de Beeckman le 29 janvier 1631 alors qu'il exerçait sa fonction de bourgmestre. Le peuple liégeois croit qu'il a été empoisonné mais rien n'a jamais pu être démontré ni démenti. À l'annonce de sa mort, en ville, les deux camps (Chiroux et Grignoux) s’affrontent avec violence et c'est son ami Sébastien La Ruelle qui parvient à calmer les esprits.
On grava son portait et ces vers : 
Souspirés, ô bourgoys, les grands et les petits,

Beeckman est trépassé qui estoit vostre appuy.

Reprenant la thèse de l'empoisonnement, le poète Lambert de Hollongnes écrivit ces vers : 
Une liqueur empoisonnée

Précipita sa destinée

Pour arrester notre bonheur.

Ainsi nous fust ravi Beeckmanne ,

Pour nous donner au lieu de manne

De l'amertume et de l'aigreur.

## Hommage
La rue Beeckman, près du jardin botanique de Liège  lui rend hommage.

### Sources et bibliographie
- Alphonse Le Roy, Biographie nationale T. II pp. 86 et suivantes, publiée par l'Académie royale des sciences, des lettres et des Beaux-arts de Belgique, Bruxelles, 1897.
- « Connaître la Wallonie : BEECKMAN Guillaume », sur connaitrelawallonie.wallonie.be (consulté le 29 décembre 2019)
- Viktoria Von Hoffmann, « La mémoire des Chiroux et des Grignoux. Histoire d’une guerre civile liégeoise politisée » dans Tradition wallonne, n° 22, 2006, p. 119-155.
- Viktoria Von Hoffmann, « Un mythe réactualisé. La commémoration de l’assassinat de Sébastien La Ruelle en 1938 » dans Bulletin du CHTP, n°19, 2008, p. 7-44.
- Bruno Demoulin et Jean-Louis Kupper, Histoire de la principauté de Liège. De l'an mille à la révolution, Toulouse, Privat, 2002, p. 158-174
- J. Freson, Les dernières années du Bourgmestre de Liège Guillaume Beeckman, Liège, 1890